# تشارلز برات جونيور
تشارلز برات جونيور (بالإنجليزية: Charles Pratt)‏ هو منتج أفلام وكاتب سيناريو أمريكي، ولد في 6 يناير 1955.

## وصلات خارجية
- تشارلز برات جونيور على موقع IMDb (الإنجليزية)
- تشارلز برات جونيور على موقع قاعدة بيانات الفيلم (الإنجليزية)